# Guacharaca

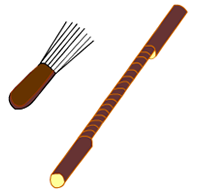

La guacharaca es un instrumento musical idiófono de raspado utilizado mayormente en el vallenato. Se fabrica, entre otros, de caña o de lata.
Se compone de dos partes: la guacharaca misma, de superficie corrugada, y el peine o trinche, hecho de alambre duro y mango de madera, usado para rascar la superficie corrugada. Al músico que toca la guacharaca se le denomina «guacharaquero».
Es hueca en la tercera parte central inferior, y posee ranuras longitudinales y transversales en la superficie (su interior es tallado con forma de canoa). La guacharaca tiene un diámetro de unos 4 cm y una longitud de unos 40 cm. Se interpreta en una posición similar a la del violín.
La guacharaca es un instrumento musical y es más usado en el vallenato